# Mirjam Fischer
Mirjam Fischer (* 18. Mai 1977 in Hohenems als Mirjam Jäger) ist eine österreichische Politikerin (SPÖ). Sie war von 2006 bis 2014 Abgeordnete zum Vorarlberger Landtag.
Mirjam Fischer ist verheiratet, hat ein Kind und lebt mit ihrer Familie in Götzis. Sie ist beruflich als Programm-Managerin CRM/CXM tätig.

## Politischer Werdegang
Fischer ist seit 2000 Gemeindevertreterin in Götzis. 2005 übernahm sie den Fraktionsvorsitz in der Gemeindevertretung von Götzis. Mirjam Fischer war von 2002 bis 2005 Vorsitzende der Jungen Generation Vorarlberg und seit dem 6. November 2006 Abgeordnete zum Vorarlberger Landtag, wo sie innerhalb des SPÖ-Landtagsklub die Funktion der Bereichsprecherin für Jugend, Umwelt, Raumplanung und Verkehr innehatte. Sie rückte 2006 für Elmar Mayer nach, der in den Nationalrat wechselte. Bei der Landtagswahl 2009 kandidierte Mirjam Fischer auf Platz 6 der SPÖ-Landesliste und auf dem zweiten Platz der Bezirksliste Feldkirch. Bereits im Vorfeld der Landtagswahl 2014 kündigte sie an, nicht mehr kandidieren zu wollen, und schied in der Folge mit der Angelobung des neuen Landtags am 15. Oktober 2014 aus der Landespolitik aus.